# SKA Sankt Petersburg
SKA Sankt Petersburg (ryska: СКА Санкт-Петербург) är en rysk ishockeyklubb från Sankt Petersburg i Ryssland, som  spelar i KHL. Klubben bildades 1946 som DO Kirov Leningrad. Laget spelar sina hemmamatcher på Ispalatset i Sankt Petersburg, som rymmer 12 300 åskådare. År 2015 och 2017 vann laget Gagarin Cup.

## Meriter
Spengler Cup (4): 1970, 1971, 1977, 2010

 Kontinental Cup (1): 2013

 Gagarin Cup (2): 2015, 2017

## Ishockeylag inom SKA
Inom SKA Sankt Petersburg ingår det även andra ishockeylag.
Aktiva
- SKA-Neva (VHL)
- SKA-1946 (MHL)
- SKA-Varjagi (MHL)

Ej aktiva
- SKA-Serebrjanye Lvy (MHL)